# Kléber (Schiff)
Die Kléber war ein Panzerkreuzer der französischen Marine, der 1902 vom Stapel lief und zur Dupleix-Klasse gehörte. Im Ersten Weltkrieg sank sie am 27. Juni 1917 vor Brest nach einem Minentreffer; dabei fanden 42 Seeleute den Tod.

## Baugeschichte
Die am 20. September 1902 bei der Werft Forges & Chantiers de la Gironde in Bordeaux vom Stapel gelaufene Kléber war das dritte Schiff der Dupleix-Klasse von drei Panzerkreuzern der französischen Marine, die von 1902 bis 1904 in den Dienst kamen. Benannt war sie nach dem französischen General Jean-Baptiste Kléber (1753–1800), zuletzt Oberbefehlshaber in Ägypten.
Die Kreuzer der Dupleix-Klasse hatten als Hauptbewaffnung vier Doppeltürme mit 16,4-cm-L/45-Kanonen des Modells 1893, die am Bug und Heck sowie auf gleicher Höhe rechts und links hinter dem vorderen Schornsteinpaar an den Schiffsseiten platziert waren. Vier 10,0-cm-L/45-Schnellfeuergeschütze waren in Kasematten seitlich der Brücke und des hinteren Kommandostandes installiert, um vor allem das Bug- und Heckfeuer zu verstärken.

## Einsatzgeschichte
Die am 4. Juli 1904 in Dienst gestellte Kléber wurde schon am 16. Juli 1904 in das Mittelmeergeschwader übernommen.

### Auslandsdienst

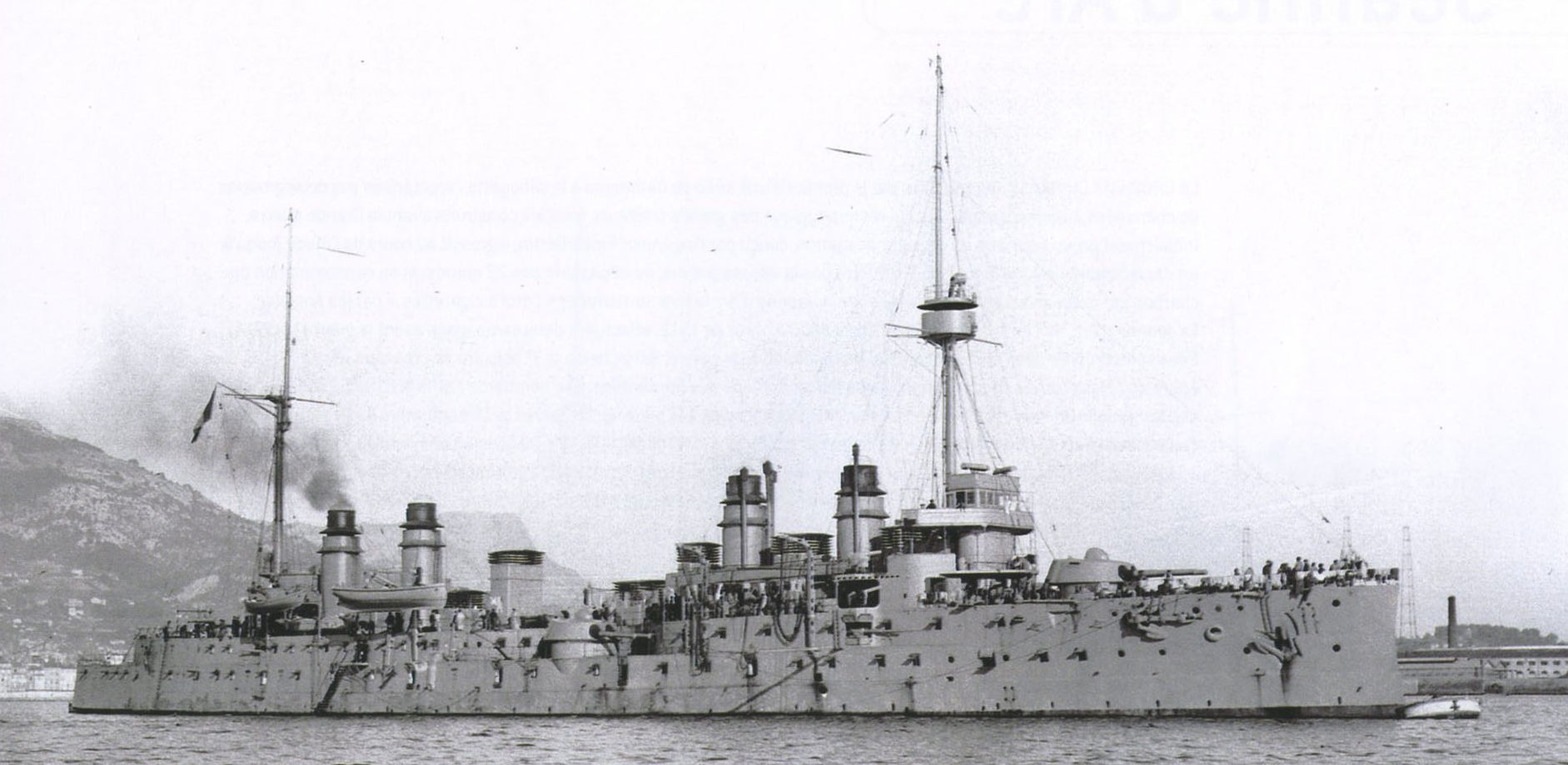
Die Dupleix 1910 in Toulon vor dem Ausmarsch nach Ostasien

Ab dem 9. November 1906 war sie der französischen Mittelamerikastation „division navale des Antilles“ zugeteilt. Am 7. März 1907 rammte sie in Vera Cruz den amerikanischen Dampfer Hugomak, der daraufhin sank. Am 1. Mai 1907 besuchte sie aus Anlass der Jamestown-Ausstellung New York City. Am 1. Februar 1908 nahm die Kléber den Dienst vor Marokko auf, wo zuvor schon das Schwesterschiff Desaix eingetroffen war.
Am 1. April 1911 marschierte der Kreuzer von Brest über Saigon bis nach Wladiwostok und danach zurück über Japan nach Shanghai, wo er am 17. Mai eintraf. Wegen der Unruhen in China verblieb er dort länger als ursprünglich vorgesehen, ehe er nach Saigon in der damaligen französischen Kolonie Indochina verlegte. Auf der Ostasienstation war das Schwesterschiff Dupleix schon seit 1910 eingesetzt und verblieb dort auch bis zum Ausbruch des Ersten Weltkrieges. Am 13. Mai 1912 verließ die Kléber erneut Saigon zu einer Fahrt in chinesische Gewässer, wo sie unter anderem Shanghai und Häfen am Gelben Meer besuchte. Am 22. Juli 1912 lief sie vor Japan auf Grund und musste in Kōbe repariert werden. Nach der Instandsetzung erfolgte die Rückfahrt nach Frankreich, wo sie am 6. März 1913 in Lorient vorerst außer Dienst stellte.

### Kriegseinsatz
1915 verlegte die Kléber in das Mittelmeer, wo sie vor den Dardanellen zum Einsatz kam. Dabei lief sie am 29. Mai vor der Küste Gallipolis auf und konnte bei starkem türkischen Beschuss erst am 31. Mai abgebracht werden. Am 7. Juli kollidierte sie mit dem australischen Transporter Boorara (der ehemaligen Pfalz des NDL), kam aber nach einer Reparatur wieder zurück in die Ost-Ägäis und nahm ab dem 31. Oktober 1915 an der Beschießung der bulgarischen Ägäisküste teil.
Im August 1916 verlegte die Kléber nach Dakar zur „6. division légère“ in den Südatlantik, wo das Schwesterschiff Desaix bereits im Handelsschutz Dienst tat.

## Untergang
Am 27. Juni 1917 befand sich die Kléber auf dem Rückmarsch von Dakar nach Brest. Als sie die Einfahrt nach Brest ansteuerte, entdeckte sie kurz vor dem Hafen treibende Minen, die sie vernichten wollte. Dabei erlitt sie selbst einen Minentreffer. Sie sank innerhalb von 50 Minuten. In dieser Zeit gelang es begleitenden Torpedobooten, die Besatzung fast vollständig zu bergen. Die Kléber war auf eine Minensperre gelaufen, die das deutsche Minenleger-U-Boot UC 61 unter Oberleutnant zur See Georg Gerth gelegt hatte. Sie sank südlich der Insel Ouessant auf der Position 48° 17′ N, 4° 51′ W; 42 Seeleute fanden dabei den Tod. Der Kommandant, der sein sinkendes Schiff nicht verlassen wollte, wurde von Bord geschwemmt und gerettet.
Das in 48 m Tiefe liegende Wrack kann von Tauchern besichtigt werden.

## Schicksal der Schwesterschiffe
| Schicksal der Schwesterschiffe | Schicksal der Schwesterschiffe                | Schicksal der Schwesterschiffe | Schicksal der Schwesterschiffe | Schicksal der Schwesterschiffe | Schicksal der Schwesterschiffe                                         |
| Name                           | Bauwerft                                      | Baubeginn                      | Stapellauf                     | In Dienst                      | Weiteres Schicksal                                                     |
| ------------------------------ | --------------------------------------------- | ------------------------------ | ------------------------------ | ------------------------------ | ---------------------------------------------------------------------- |
| Dupleix                        | Arsenal Rochefort                             | 1897                           | 28. April 1900                 | 1903                           | ab 1910 Ostasien, 1915 im Mittelmeer, 1917 Atlantik, 1919 gestrichen.  |
| Desaix                         | Ateliers & Chantiers de la Loire, St. Nazaire | 1897                           | 21. März 1901                  | 6. August 1902                 | Kanal, 1915 Mittelmeer, 1916 Atlantik, 1919 Ostasien, 1921 gestrichen. |